# Musique concrète
La musique concrète — en tant qu'art acousmatique — est un genre musical permis par les techniques électroacoustiques : de l'enregistrement microphonique à l'invention, littéralement, de sons (en utilisant tant les synthétiseurs que les infinies manipulations du son enregistré sur divers supports) jusqu'à leur écoute, de la sorte agencés et composés, rendue possible par l'intermédiaire de haut-parleurs.
Ces fondations théoriques et esthétiques ont été développées en France par Pierre Schaeffer dans les années 1940 pour la démarche « concrète » et l'écoute acousmatique. Jérôme Peignot en 1960, rend synonyme "musique acousmatique" et "musique concrète". François Bayle s'approprie l'expression au milieu des années 1970. De plus, le Traité des objets musicaux, écrit par Pierre Schaeffer et publié en 1966 aux Éditions du Seuil, inaugure l'entrée de cette musique dans l'histoire secrète de la pensée, bien que dans la réédition de 1977 il écrive que l'aspect acousmatique n'est pas attaché[pas clair] à la musique électro-acoustique.
Michel Chion, dans de nombreux livres et essais, continue aujourd'hui à défendre le terme premier de « musique concrète » en tant qu'« art des sons fixés », insistant sur la dépendance foncière de ce genre musical au phénomène de l'enregistrement, au soulignant l'importance du support permettant de fixer le son, tout comme son écoute uniquement possible via les haut-parleurs.
Dans la même lignée, en croisant les idées de François Bayle et de Michel Chion, Lionel Marchetti insiste, dans ses essais, sur l'importance d'une poétique spécifique à une telle expérience perceptive. Il parle ainsi de l'espace de la projection haut-parlante en tant que possibilité, imagée et symbolique — puisque la chaîne électroacoustique reproduit l'appareil audio-phonatoire des mammifères — d'un idéal technique réalisé qui serait de produire, pour l'humain, avec sa bouche, tous les sons du monde. Si la musique concrète, en tant qu'art acousmatique, est une façon d'écouter sans voir, elle est surtout, selon lui, une façon de voir autrement le monde.
Denis Dufour, conscient de la nécessité d'élargir le champ des créations issues d’une réalisation élaborée dans le studio de composition, fixées sur support audio et livrées à l’écoute par l'intermédiaire de haut-parleurs, regroupe l'ensemble de ces pratiques dans ce qu'il nomme dès 1982 « art acousmatique ». Christian Clozier, ancien co-directeur du GMEB/IMEB, a toujours défendu l'utilisation du terme « musique électroacoustique » et réfuté celle du terme « musique acousmatique ». Il s'en explique dans un texte caustique intitulé Prédicat pour la musique électroacoustique
Ce genre musical, riche de compositeurs et compositrices aux styles très divers, se développera dans les pays francophones (France, Belgique, Québec), ainsi qu'au Royaume-Uni et  dans tous les pays d’Europe, ainsi qu'en Amérique latine, tout comme au Japon.

## Caractéristiques et terminologie
De façon plus large, « l’électroacoustique recouvre l’ensemble des genres musicaux faisant usage de l’électricité dans la conception et la réalisation des œuvres. Ainsi sont électroacoustiques les œuvres permises par l'existence du support du son enregistré (musique concrète, art acousmatique), les œuvres pour instruments ou corps sonores amplifiés (à condition que cette amplification intervienne de manière décisive dans l’esthétique et les choix de composition), les œuvres mixtes (mêlant instruments et pistes sonores diffusées via un support), les œuvres live electronic (pour synthétiseurs en direct, instruments acoustiques avec dispositif de transformation électronique ou numérique en temps réel), les installations sonores interactives, etc. »
L'expression de « musique acousmatique » initialement utilisée par Jérôme Peignot, est redéfinie par François Bayle après 1974 pour signifier la dématérialisation de la source sonore, au sens où le sonore, déjà enregistré et composé, est écouté par l'intermédiaire de haut-parleurs ; pour signifier l'absence volontaire et originelle de la dépendance à l'événement visible pour la mise en son de ses éléments lors de l'écoute de l'œuvre achevée (abandon de tout corps sonore, instrument, synthétiseur… joués « en direct ») tout comme pour insister sur l'existence quasi-palpable, à son écoute, d'une abstraction sonore, qui ne lui est toutefois pas exclusive, au sens où dans cette musique François Bayle parle de la sensation d'images sonores, de fictions de sons, ou comme le dit le compositeur Lionel Marchetti, sans être des figurations aux contours absolument définis, ouvrent et agrandissent singulièrement les enjeux perceptifs pour atteindre un espace poétique situé, le plus souvent, entre abstrait et concret.

L'expression « musique acousmatique » est subtilement reniée par Pierre Schaeffer dans la réédition du Traité des objets musicaux : 

« Revenons tout d'abord sur l'aspect acousmatique pour bien montrer qu'il n'est pas attaché à la musique électro-acoustique. La musique traditionnelle, écoutée sur disque ou sur bande, se présente ainsi. Certains mélomanes fermaient déjà les yeux pour mieux entendre. L'oeuvre est donc là tout entière , quel que soit le procédé d'enregistrement, sillon ou disque, strie magnétique, digital informatique, aux variations près, purement acoustiques, de la duplication et de la reproduction. »

La musique acousmatique peut cependant être paradoxalement associée, lors d'un concert en public, à des éléments visuels (lumières, installations plastiques, décors divers) sur lesquels l'auditeur, s'il n'écoute pas déjà les yeux fermés, pourra fixer son regard. Tout comme on peut également, en concert, « voir » l'interprète acousmatique – interprète désormais indispensable pour une mise en espace subtile et cohérente de l'œuvre, si celle-ci n'intègre pas déjà dans son écriture multiphonique toute la complexité et la subtilité que permet la sonofixation, et tout particulièrement pour les œuvres du répertoire – travaillant à la spatialisation avec sa console de projection du son, qu'il soit situé dans la salle ou, plus rarement, sur scène.
Plus généralement, « l’art acousmatique regroupe les musiques concrètes ou acousmatiques, les créations radiophoniques et Hörspiele, les musiques acousmatiques d’application (pour le théâtre, la danse, le cinéma, la vidéo…), les installations sonores travaillées sur support audio diffusé sur haut-parleur (dont la conception visuelle n’installe pas de rapport direct de cause à effet avec le résultat sonore entendu), certaines réalisations de poésie sonore pour celles qui se rapprochent de la création radiophonique ».
Le compositeur de musique concrète ou acousmatique travaille directement avec les sons eux-mêmes, enregistrés et fabriqués le plus souvent par ses soins (en les écoutant au travers des haut-parleurs, via la chaîne électro-acoustique, dans l'atelier des sons : le studio) jusqu'à façonner et finaliser, de la sorte, une œuvre sonore composée, montée, mixée… pour une durée définitivement fixée (la même durée fixée que l'on retrouve dans l'art cinématographique par exemple) et qui sera considérée, une fois achevée, comme une fiction autonome.
Le terme de « musique concrète », en cela, et selon Pierre Schaeffer lui-même, s'oppose à celui de « musique abstraite » — musique qui nécessite le concours d'une écriture sur partition et des interprètes instrumentistes pour donner à entendre l'œuvre conçue par le compositeur. On parle alors de « démarche concrète », à la différence du compositeur de musique abstraite qui compose sans entendre concrètement le résultat sonore de sa musique. Il ne fait pas l'expérience du résultat sonore pour composer.
Certains voient les prémices de la musique concrète chez les bruitistes italiens (comme Luigi Russolo), mais la différence fondamentale entre le bruitisme (manifestant, certes, une écoute du monde des bruits comme « musique » mais se réalisant par la fabrication de « bruiteurs »…) et la musique concrète est l'enregistrement (la « fixation » des sons), puis le travail du son permis par les supports, d'abord sur disque souple, puis sur bande magnétique, K7, enfin CD, mini disc, disque dur, DAT… et, surtout, son écoute au travers des haut-parleurs considérés, dans ce genre musical, comme une sorte d'écran acoustique (Michel Chion) où sont déployés les sons, par l'intermédiaire desquels sont agencées les compositions. On parlera parfois d'« images sonores », pour reprendre les mots de François Bayle, ou encore de « fiction de sons »…
La musique concrète est donc un art permis par le support du son. Ce support est au musicien « concret » « ce que la pierre est au sculpteur, la toile au peintre, l’épreuve au photographe, la pellicule au cinéaste. Comme le sculpteur avec son matériau, il taille dans la matière des sons, il construit, il détourne, souvent. Comme le peintre ses couleurs, il juxtapose, il mélange, il transforme, il compose. Comme le photographe, il saisit, il cadre, il éclaire, il surimprime. Comme le cinéaste enfin, il régit le temps, il crée le mouvement, il monte, il oppose, jouant de la répétition et de l’attente, de la continuité et de la rupture, de la fluidité et du heurt. »
C'est à partir de prises de son ou « tournages sonores » que le compositeur constitue son matériau : d'origine acoustique, il peut être issu de jeux sur des dispositifs choisis pour leur aptitude à « sonner » (des corps sonores), d’univers habités d’événements caractéristiques, de parcours, de gestes ou de séquences jouées à dessein, voire de sons « figuratifs », « anecdotiques », évocateurs ou de jeux sur des instruments traditionnels ou « exotiques » ; synthétique, il peut être constitué de sons ou de séquences électroniques jouées au synthétiseurs, ou numériques, issues d’une programmation logicielle ou de transformations immédiates d’événements sonores. On y trouve aussi des ambiances quotidiennes souvent détournées de leur signification.
Tout d'abord, les œuvres ont été composées sur disques souples. Le compositeur préparait ses disques sur lesquels il enregistrait ses sons et ses séquences, puis les plaçait sur plusieurs platines (Pierre Henry parle de huit plateaux), jouant avec des systèmes de clefs. Ainsi il pouvait démarrer et stopper à volonté chaque platine, commencer le son ou la séquence à l'endroit de son choix, faire des variations d'intensité, de vitesse ou encore inverser le sens de rotation du plateau pour lire le son « à l'envers », etc. Chaque plateau était équipé de manivelles permettant glissandos et transpositions. Tous ces plateaux tournaient, contrôlés par celui qui était tout à la fois le compositeur et l'instrumentiste interprète de sa propre musique en train de se faire, pendant qu'une autre platine gravait le résultat, qu'on appelait mixage audio. Le temps de réalisation, pour ces compositeurs qui avaient acquis tout le savoir-faire propre à la musique contemporaine, n'était ni plus long ni plus coûteux que pour ceux qui composaient sur partition et faisaient jouer leurs œuvres par des formations instrumentales.
Le magnétophone va faciliter la composition de "musique concrète" en apportant une plus grande précision dans le travail de montage, puisqu'on peut couper la bande et recoller les morceaux, et du mixage, car on peut préparer sur plusieurs magnétophones des voies de mixage synchronisées entre elles en mesurant les longueurs de bande magnétique. Toutes les opérations possibles sur platine disque se retrouveront sur magnétophone : variation de vitesse, rotation des plateaux à la main, lecture des sons à l'envers (en retournant le morceau de bande magnétique et non plus en inversant le sens de rotation du moteur), etc. Cet outil va également permettre de mieux prévoir le temps et la forme de la composition fixée sur support, même si les « trouvailles », dues aux expérimentations et au goût du créateur pour le détournement des machines de la radio à des fins artistiques, continueront de jouer un rôle important dans ce qu'on appelle la « démarche concrète ».
Ainsi, pour peu qu’il porte en lui un monde sonore suffisamment riche, son savoir-faire, sa sensibilité, son intuition, son goût du jeu dictent au créateur les détails de son travail au fur et à mesure qu'il l’entend, élaborant ainsi progressivement son œuvre, dans une démarche qui tient autant de la volonté, d’un projet préalable de composition (le choix d’une thématique, d’un univers sonore, d’une « grande forme », d’un découpage, d'une configuration d'espace) que de la sensibilité, rendant possible l’invention d’une « écriture » par l'exploitation des synchronismes, des accidents, des contrastes, des similitudes, des diffractions, des convergences. Rigueur et liberté, sens de la construction et goût du geste, volonté et disponibilité - et, essentiellement, « poétique » - sont des qualités également nécessaires pour parvenir à une œuvre cohérente, qui, au-delà de la surprise, captive et accroche l’écoute.
L'œuvre ainsi sonofixée peut enfin être diffusée dans son format d'origine sur un média normalisé (disque, CD, DVD...), en diffusion radiophonique ou sur Internet, en séances de projection ou en installations. Dans le cas du concert, l'œuvre de musique concrète est souvent re-spatialisée et interprétée grâce à un dispositif de diffusion du son permettant la mise en relief de la musique - communément appelé acousmonium. Celui-ci peut être constitué de haut-parleurs de différentes « couleurs » et de différentes puissances poyuvant favoriser un certain "démixage" utile dans le cas des œuvres stéréophoniques, ou au contraire choisis pour former un ensemble unifié et cohérent plus adapté au formats multicanaux. Aujourd'hui grâce aux nouvelles techniques d'immersion sonore, comme la WFS, les espaces de diffusion peuvent également être en partie virtualisés. L'interprétation d'une musique concrète consiste à la mettre en relief grâce à un pupitre de commande - souvent une table de mixage détournée de sa fonction initiale. L'oeuvre peut être également pensée pour être diffusée dans une galerie, un musée, un lieu public, ou encore destinée à être intégré à un spectacle autre que le concert. Dans tous les cas, que l'œuvre soit fixée ou interprétée, l’implantation des haut-parleurs, les choix de mise en relief, de trajectoires spatiales, la modulation des intensités et des filtrages, permet à la musique concrète d'être entendue en situation publique comme privée, livrée au seul empire de l’écoute…

## Histoire
C’est grâce à l'arrivée des techniques d'enregistrement, d'abord le disque souple puis le magnétophone (1939) et la bande magnétique, puis la généralisation de l’utilisation des procédés magnétiques dans l’industrie phonographique (1945), que les tenants de la musique concrète pourront commencer l’exploration du phénomène sonore.
En 1948, Pierre Schaeffer, animateur d'une petite équipe de recherche au sein de la Radiodiffusion française, invente une nouvelle forme d’expression artistique qu’il appellera lui-même « musique concrète ». Divers expérimentateurs ont exploré avant Schaeffer des idées mettant en jeu le son ou les bruits comme matériaux relevant des exigences de la composition. Cependant, aucun d’entre eux n’a l’idée d’utiliser l’enregistrement (pourtant accessible et perfectible dès les années 1910) afin de créer un véritable art des sons fixés.
Ainsi, le peintre et compositeur futuriste italien Luigi Russolo au début de ce siècle conçoit ses « intonarumori » qu'il réalise comme des instruments pour la scène, ne faisant usage ni de l'enregistrement ni du haut-parleur. En 1924, Ottorino Respighi compose le poème symphonique, Les Pins de Rome, dont le troisième mouvement fait intervenir en même temps que l'orchestre un enregistrement sur disque de chants d'oiseaux. Le cinéaste expérimental allemand Walter Ruttmann utilise la bande son d’une pellicule cinématographique pour produire un « film sans image » (Week-End, 1930). Roger Désormière compose la musique de scène des Cenci d'Antonin Artaud d'après Les Cenci de Shelley au Théâtre des Folies-Wagram à Paris au printemps 1935 : des sons enregistrés du bourdon de la cathédrale d'Amiens retentissent aux quatre coins de la salle, hors contexte, juste pour leur impact sonore, on trouve ensuite un déchaînements d'ondes Martenot, de bruiteurs, de haut-parleurs, des clameurs de la tempête… des écrous, des limes crissent pour la dernière scène des Cenci, celle de la prison, dont Antonin Artaud voulait qu'elle « dégage le bruit d'une usine en plein mouvement ». Citons aussi Halim El-Dabh qui réalise des essais sur un enregistreur à ruban d'acier en 1944, ou encore Edgard Varèse et son utopie du « son organisé », bien qu'il ne commence à travailler en studio qu'en 1954 pour Déserts.
Installé à Paris dans les murs de la Radiodiffusion-télévision française (RTF), le Club d'essai de Jean Tardieu, fondé en 1946 à la suite du Studio d’essai de Pierre Schaeffer (lui-même créé en 1942), continuera comme atelier de création radiophonique quand naîtra en 1951 le Groupe de recherche de musique concrète (GRMC), réorganisé en 1958 sous le nom de Groupe de recherches musicales (GRM). Pierre Schaeffer se servira de l’étude et du classement des sons pour bâtir ce qu’il nommera les objets musicaux.
Créateur et producteur de radio, où « l’écouter sans voir » fait à la fois le mystère et le succès de ce nouveau moyen de communication, il se lance par hasard et par goût du jeu dans une aventure musicale entièrement neuve, après des mois d’expérimentations et d’observations sur les sons enregistrés, que les machines des studios de la radio lui permettent de réécouter à loisir : matériaux sonores les plus divers disponibles au sein de la phonothèque, abandonnés par les techniciens ou enregistrés par lui. Jouant avec plusieurs platines de tourne-disques, il écrit : « 21 avril 1948 : si j’ampute les sons de leur attaque, j’obtiens un son différent ; d’autre part, si je compense la chute d’intensité, grâce au potentiomètre, j’obtiens un son filé dont je déplace le soufflet à volonté. J’enregistre ainsi une série de notes fabriquées de cette façon, chacune sur un disque. En disposant ces disques sur des pick-up, je puis, grâce au jeu des clefs de contact, jouer de ces notes comme je le désire, successivement ou simultanément. […] Nous sommes des artisans. Mon violon, ma voix, je les retrouve dans tout ce bazar en bois et en fer blanc, et dans mes trompes à vélos. Je cherche le contact direct avec la matière sonore, sans électrons interposés. »
Il définira grâce à cette expérience le « dispositif acousmatique », mot emprunté à Pythagore qui signifie « perception auditive : celle des sons dont la source est cachée ». En 1948, Pierre Schaeffer compose sa première œuvre : les Cinq études de bruits. Elle sera créée sur la radio RTF le 5 octobre 1948 dans un « concert de bruits » présenté par Jean Toscane. Ce concert comprenait les pièces suivantes :
- Étude no 1 Déconcertante ou Étude aux tourniquets ;
- Étude no 2 Imposée ou Étude aux chemins de fer ;
- Étude no 3 Concertante ou Étude pour orchestre ;
- Étude no 4 Composée ou Étude au piano ;
- Étude no 5 Pathétique ou Étude aux casseroles.

Pierre Henry le rejoint au Club d’essai de la Radio en 1949. À eux deux, ils sont en France les fondateurs et les exemples de ce mouvement qui durant toutes les années 1950 marquera plusieurs générations. La Symphonie pour un homme seul (1950) restera le concert le plus célèbre de leur collaboration et la première grande œuvre de musique concrète. Plusieurs versions de l'œuvre existent. La première qui comprend 22 titres fut créée à l'École Normale de Musique le 18 mars 1950. Une version plus courte, 11 titres, fut ensuite donnée le 27 mai 1951. Mais c'est la version ballet, créée en collaboration avec Maurice Béjart le 31 juillet 1955 au Théâtre des Champs-Élysées qui donna à l'œuvre son retentissement mondial.
En 1958, après trois ans passés à l’écart du groupe, Pierre Schaeffer le reprend en main en créant le GRM et met en place sa réorganisation administrative, esthétique et morale. Pierre Henry et Philippe Arthuys s'en vont, et François Bayle, Luc Ferrari, François-Bernard Mâche, Ivo Malec, Bernard Parmegiani, Guy Reibel, Iannis Xenakis, etc. se joignent à Pierre Schaeffer qui voulait poser les postulats de la recherche qu’il nommait déjà « l’expérience musicale ».
De son côté Pierre Henry poursuit un chemin solitaire et fonde le premier studio privé de musique concrète, Apsome, en 1960. Dès lors son parcours est semé de concerts réunissant un public de plus en plus vaste : Messe pour le temps présent, Le Voyage, L’Apocalypse de Jean, Futuristie, Messe de Liverpool…
Durant les années cinquante, nombre de compositeurs traditionnels ou d’avant-garde de l’époque, comme Claude Ballif, Jean Barraqué, André Boucourechliev, Olivier Messiaen, Darius Milhaud, Henri Sauguet, Karlheinz Stockhausen, Edgard Varèse, Iannis Xenakis… viennent s’initier à la pratique de la musique concrète auprès de Pierre Schaeffer. Au même moment, des compositeurs investissent à l’étranger les studios de composition électronique : Karlheinz Stockhausen à la WDR de Cologne (Gesang der Jünglinge, 1956), Luciano Berio à la RAI de Milan (Thema-Omaggio a Joyce, 1958). Aux États-Unis, l’expérience des sons fixés prend une tournure plus technique, avec les recherches de Max Mathews sur la synthèse sonore par ordinateur dans le laboratoire de la compagnie Bell Telephone à Murray Hill, mais aussi les tentatives d’Otto Luening (Fantasy in space, 1952) et Vladimir Ussachevsky (Incantation, 1953) au Columbia-Princeton Music Center de New York…
En France, se crée bientôt un véritable vivier de compositeurs purement acousmatiques : François Bayle (Espaces inhabitables, 1967), Pierre Boeswillwald (Sur les chemins de Venise, 1983), Michel Chion (Requiem, 1973), Christian Clozier (Quasars, 1980), Luc Ferrari (Hétérozygote, 1964), Beatriz Ferreyra (Siesta Blanca, 1972), Jacques Lejeune (Parages, 1974), Bernard Parmegiani (De natura sonorum, 1975), Jean-Claude Risset (Mutations, 1969), Alain Savouret (L’Arbre et coetera, 1972)...
On retrouvera ensuite les influences de cette démarche en musique électronique et en informatique musicale, et chez d'autres théoriciens de la musique du XXe siècle. Edgard Varèse fut un grand partisan de ces recherches sur le sonore et les utilisera dans son Poème électronique (1958). Le travail des Beatles ou des Pink Floyd dans les années 1960 et, encore, le goût des musiciens électroniques pour le son d'origine acoustique capté par microphone (tel qu'il est souvent réalisé en musique concrète) ont favorisé une renaissance de la musique électronique : Christian Fennesz et Francisco Lopez (en), entre autres, utilisent beaucoup de techniques empruntées à la musique concrète.

### Période contemporaine
Plus de soixante années de recherches, de réflexions et de production, quatre générations marquantes de compositeurs, des œuvres dont certaines sont déjà des « classiques », une production discographique éloquente signent la vitalité d'un genre. Influencés et stimulés par l’exemple de Pierre Schaeffer et par celui des pionniers de la musique électronique, de nombreux autres pays ont créé leurs studios. En 1970 Françoise Barrière et Christian Clozier fondent le GMEB, groupe de musique expérimentale de Bourges, catalyseur de la production électroacoustique mondiale et plus particulièrement dans les pays de l’Est, l’Europe du Nord, Cuba et l’Amérique du Sud. Grâce à l’existence de classes de composition au sein des conservatoires et des universités, la pratique de l’art acousmatique connaît un fort développement dans les pays suivants : France (avec Denis Dufour, Marcel Frémiot, Christine Groult, Philippe Mion, Guy Reibel, Horacio Vaggione…), Canada (avec Francis Dhomont, Robert Normandeau, Louis Dufort…), Belgique (avec Annette Vande Gorne…), Royaume-Uni (avec Denis Smalley), Autriche (avec Dieter Kaufmann), Allemagne (avec Karlheinz Stockhausen, Hans Tutschku), Brésil (avec Jorge Antunes...), Argentine (avec Francisco Kröpfl…), Italie (avec Franco Degrassi, Roberto Doati, Agostino di Scipio, Elio Martusciello...), Japon (avec Tomonari Higaki, Kazuko Narita...), mais aussi Pologne, Hongrie, Suède, Norvège, Amérique du Sud, et États-Unis… L’acousmatique compte aujourd'hui de nouvelles générations de créateurs et des dizaines de compositeurs œuvrant dans un fourmillement de styles, d’univers, et de démarches parfois fort éloignées des idées premières de Pierre Schaeffer… (voir plus bas liste de compositeurs). Jouant d’une technologie en perpétuelle évolution, ces créateurs se reconnaissent sous différentes appellations, dont la multiplicité un peu déroutante traduit à la fois le dynamisme et la (relative) nouveauté du genre.
Aujourd'hui, le travail de composition de Michel Chion, qu'il nomme lui-même encore très volontairement « musique concrète », manifestant par là son attachement à un genre musical toujours plus que vivace (Diktat, Requiem, La Tentation de Saint Antoine, L'Isle Sonante, La Vie en prose…), de François Bayle (L'Expérience Acoustique, Erosphère, Son Vitesse-Lumière, Motion-émotion, Univers nerveux…), de Denis Dufour qui œuvre dans tous les champs de l'art acousmatique (Bocalises, Notre besoin de consolation est impossible à rassasier, Bazar punaise, Chanson de la plus haute tour, voix-off…), de Pierre Henry bien sûr, tout comme le travail très poétique de Frédéric Acquaviva, Patrick Ascione, Michèle Bokanowski, Francis Dhomont, Jean-Marc Duchenne, Jean-Baptiste Favory, Marc Favre, Luc Ferrari, Bernard Fort, Christine Groult, Lionel Marchetti, Bernard Parmegiani, Agnès Poisson, Éliane Radigue, Jean Voguet, Christian Zanési… pour ne citer que quelques compositeurs français, est un bon exemple de la vigueur sans cesse renouvelée de la musique concrète, tant chez des compositeurs de haute maturité que chez d'autres, plus jeunes, qui élèvent habilement cette idée d'un art du haut-parleur lié à l'enregistrement du son, à la hauteur des ambitions initiales de Pierre Schaeffer…

### Expérience aux multiples prolongements
Le monde de la composition instrumentale contemporaine est le premier bouleversé par l’expérience de la musique concrète. Des compositeurs tels que Iannis Xenakis, Ivo Malec, François-Bernard Mâche et Denis Dufour ont été puissamment influencés dans leur style et dans leurs idées musicales par des idées de morphologies et d’écriture venant de leur pratique du studio. Le « sillon fermé » s’insère peu à peu dans le vocabulaire musical contemporain et on ne peut nier que les compositeurs américains minimalistes (Steve Reich, Philip Glass, Terry Riley, La Monte Young…) aient été à leur tour inspirés d’abord dans leurs œuvres pour bande puis dans leurs œuvres instrumentales par l’idée de « boucle », mais aussi nourris de tout un savoir-faire de studio. Les possibilités décuplées d’intervention et de distanciation par rapport au temps musical qu’offre le studio ont produit des œuvres singulièrement nouvelles, et ce changement de paradigme se fait encore sentir dans la production actuelle.
Les sériels et post-sériels sont les plus longs à réagir et à admettre qu’une nouvelle musique peut se penser et se créer avec un comportement, un matériau, une démarche différente.
C’est dans les années 1970 qu’une nouvelle école esthétique voit le jour en France, se réclamant des recherches de Pierre Schaeffer sur le son (mais non de la musique acousmatique), l’école spectrale, qui s’inspire de la structure acoustique du son (ses harmoniques, son spectre) pour appuyer le choix des hauteurs, la définition de la forme et l’orchestration de l’œuvre.
Jean-Michel Jarre revendique quant à lui sa filiation avec le GRM, après avoir suivi quelques mois la classe de Pierre Schaeffer au Conservatoire national supérieur de musique et de danse de Paris à la fin des années 1960. On retrouve de semblables avatars musicaux outre-Rhin avec Klaus Schulze (inspiré par Karlheinz Stockhausen), Tangerine Dream et le groupe Kraftwerk des débuts. Dès la fin des années 1960, les séquences « planantes » et les effets sonores de studio envahissent la production pop : les Beatles (Revolution 9), les Pink Floyd (The Dark Side of the Moon), Can et plus radical encore Faust, mais aussi le Velvet Underground et Soft Machine… jusqu’à la variété internationale actuelle la plus hégémonique (Michael Jackson)
Au début des années 1990 apparaît la techno (musique électronique), dont les DJ, à la fois animateurs, techniciens et maintenant musiciens revendiquent aujourd’hui pour certains l’héritage de Pierre Schaeffer et de Pierre Henry (qualifié à 70 ans sur la couverture d’un magazine de « plus vieux DJ du monde »).
Quant aux musiques d’application – commerciales et/ou publicitaires –, d’illustration sonore pour la télévision, la radio, le théâtre ou le ballet, les bandes-son de courts ou de longs métrages, les « sonals », jingles et autres gimmicks sonores), elles ne sont pas les dernières à s’être emparées des possibilités expressives du son découvertes par le travail d’exploration et de défrichage des alchimistes de l’acousmatique.

### Postérité
Un nouveau public voit le jour depuis les premiers auditeurs qui assistèrent le 18 mars 1950 au concert historique de musique concrète à l’École normale de musique de Paris, en passant par la large audience des « grand-messes » de Pierre Henry ou de Stockhausen. Dans les années soixante, sous l’influence de Karlheinz Stockhausen et de Pierre Henry, titillés par l’intrusion de nouvelles couleurs et de spectaculaires effets de studio dans leur univers musical, les adeptes de la pop music se joignent – parfois massivement – aux auditeurs de la musique électroacoustique.
Bénéficiant pour partie de la reconnaissance tardive accordée par les médias et le public cultivé au répertoire de ce siècle, la « musique pour bande » draine aussi un public curieux d’expériences musicales nouvelles. Enfin le travail de sensibilisation mené dans les écoles et les conservatoires en France porte ses fruits, et on rencontre de plus en plus de gens pour qui la découverte d’œuvres nouvelles ne se déduit pas nécessairement des stéréotypes de la consommation de masse, ni d’un quelconque carcan culturel, mais tout simplement du plaisir de l’exploration, de la jouissance sensorielle brute – et presque instinctive – du son. À travers des œuvres qui ne font en rien appel à une culture ou à un background obligé, ni à des références nécessitant de longues études musicologiques, ceci malgré une facture élaborée dont le raffinement et la richesse n’ont rien à envier aux œuvres des polyphonistes les plus subtils.
Plus que dans la nouveauté des sons et des timbres, la nouveauté radicale de l’art acousmatique gît dans la possibilité de fixer ces sons et de les réécouter autant que nécessaire au cours du travail, afin d’agir sur leurs caractères propres (attaque, timbre harmonique, grain, allure, dynamique, espace, etc.), et enfin de livrer l’œuvre aux auditeurs, sans que ceux-ci aient accès aux sources « réalistes » (causales, anecdotiques) des sons. La dimension auditive pure est directement sollicitée. En l’absence de stimulation ou de distraction visuelle parasite, seul le son parvient à la perception et l’imaginaire entre en jeu alors librement. On peut dès lors abandonner toute référence musicale antérieure, pour peu que l’on joue le jeu de cette sorte d’« immersion ». Pierre Schaeffer écrit ainsi dans le Traité des objets musicaux : « Telle est la suggestion de l’acousmatique, nier l’instrument et le conditionnement culturel, mettre face à nous le sonore et son possible musical ».

## Artistes
- Frédéric Acquaviva
- Elizabeth Anderson
- Philippe Arthuys
- Patrick Ascione
- Bruno d'Auzon
- Claude Ballif
- Natasha Barrett
- Sergio Barroso
- Hugues Le Bars
- Alain Basso
- François Bayle
- José Manuel Berenguer (es)
- David Berezan
- Luciano Berio
- Pierre Bernard[Lequel ?]
- Jean-Luc Hervé Berthelot
- Konrad Boehmer
- Georges Bœuf
- Michèle Bokanowski
- Christian Bouchard
- André Boucourechliev
- John Cage
- Roland Cahen
- Christophe Chassol
- Jean-Christophe Camps
- Michel Chion
- John Chowning
- Robert Cohen-Solal
- Darren Copeland
- Yves Daoust
- Yannick Dauby
- Marcelle Deschênes
- Francis Dhomont
- Santiago Diez Fischer
- Paul Dolden
- Bernard Donzel-Gargand
- Jean-Marc Duchenne
- Louis Dufort
- Denis Dufour
- Christian Eloy
- ERikm
- Jean-Baptiste Favory
- Luc Ferrari
- Beatriz Ferreyra
- Bernard Fort
- Marie-Hélène Fournier
- Lucio Garau
- Bruno Giner
- Jean-Jacques Girardot
- Gilles Gobeil
- Karel Goeyvaerts
- Lily Greenham
- Jonty Harrison
- Jonathan Harvey
- Pierre Henry
- Pascale Jakubowski
- Monique Jean
- Pierre Jodlowski
- Elsa Justel (de)
- Felix Krone
- Vincent Laubeuf
- Daniel Leduc
- Jacques Lejeune
- Philippe Leroux
- Andrew Lewis[Lequel ?]
- György Ligeti
- Nicolas Losson
- François-Bernard Mâche
- Bruno Maderna
- Ivo Malec
- Lionel Marchetti
- Jean-Étienne Marie
- Antony Maubert
- Toshirō Mayuzumi
- Olivier Messiaen
- Philippe Mion
- Costin Miereanu
- Adrian Moore
- Éric Mulard
- Robert Normandeau
- Else Marie Pade
- Bernard Parmegiani
- Åke Parmerud
- Michel Philippot
- Henri Pousseur
- Gilles Racot
- Éliane Radigue
- Guy Reibel
- Steve Reich
- Carole Rieussec
- Jean-Claude Risset
- Jean-Michel Rivet
- Claire Rousay
- Stéphane Roy
- Pierre Schaeffer
- Claude Schryer
- Denis Smalley
- Karlheinz Stockhausen
- Pete Stollery
- Tōru Takemitsu
- Daniel Teruggi
- Marc Tremblay
- Roxanne Turcotte
- Hans Tutschku
- Horacio Vaggione
- Annette Vande Gorne
- Edgard Varèse
- Jean Voguet
- Hildegard Westerkamp
- Iannis Xenakis
- John Young
- Christian Zanési